# Desa Sukamaju (administrativ by i Indonesien, Jawa Barat, lat -7,50, long 108,71)
Desa Sukamaju är en administrativ by i Indonesien.   Den ligger i provinsen Jawa Barat, i den västra delen av landet, 250 km sydost om huvudstaden Jakarta.